# بهافابوتي
إن بهافابوتي (بالإنجليزية: Bhavabhuti) ((بالسنسكريتية: भवभूति)‏) كان كاتبًا عاش في القرن الثامن في الهند واشتهر بمسرحياته وشعره الذي كان يكتبهما بـاللغة السنسكريتية. وتقف مسرحياته على قدم المساواة مع أعمال الكاتب كاليداسا (Kalidasa). ولد بهافابوتي لأسرة من طبقة ديشاثا البراهمة (Deshastha Brahmin) في بادامبورا، التابعة لمنطقة فيدارباها، في وسط الهند، في مقاطعة غونديا على حدود ماهاراشترا ومقاطعة ماديا براديش. 
وكان اسمه الحقيقي سريكانثا نيلاكانثا (Srikantha Nilakantha) وكان أبواه نيلاكانثا (Nilakantha) وجاتوكارني (Jatukarni). تلقى تعليمه في «بادماباوايا» التي تبعد بمقدار 42 كم جنوب غرب قاليور.
ولقد عرف عنه بأن البراهمة دنيانيدهي (Paramhans Dnyananidhi) كان الغورو أو معلمه. وألف مسرحياته التاريخية في مدينة «كالبي» التي تقع على ضفتي نهر يامونا (Yamuna).
يُعتقد أنه كان شاعر البلاط للملك ياشوفارمان (Yashovarman) ملك مقاطعة كاناوج (Kannauj). ويذكر المؤرخ قلهانا (Kalhana)، الذي عاش في القرن الثاني عشر، أنه كان من ضمن حاشية الملك الذي لقي هزيمة من لاليتاديتيا (Lalitaditya) ملك كشمير عام 736م.

## مسرحية مالاتي مادهافا (Malatimadhava)
تجري أحداث هذه المسرحية في مدينة بادمافاتي. وفيها يبدي الملك رغبته في تزويج ابنة رئيس وزرائه «مالاتي» (Malati) من شاب يُدعى ناندانا (Nandana). ولكن مالاتي كانت تعشق مادهافا منذ أن رأته ورسمت لوحة له. وقام مادهافا بدوره برسم لوحة لها. ووقعت الشكوك في قلب مالاتي بشأن الدوافع التي تجعل أباها يوافق على خطة الملك لتزويجها من ذلك الشاب. وكانت هناك قصة أخرى تجري أحداثها بين صديقي العشيقين ماكاراندا (Makaranda) ومادايانتيكا (Madayantika). حيث تعرضت الأخيرة لهجوم من نمر مفترس ولكن ماكاراندا أنقذها وأصيب من جراء ذلك. وبعد محاولات ومصاعب شديدة، سارت الأمور كما ينبغي والتقى الزوجان في نهاية الأمر.

## شكر وعرفان إلىكوتيليا
طبقًا لما يذكره كل من داشارثا تشارما (Dasharatha Sharma), فإن الكاتبين المسرحيين كاليداسا وبهافابوتي استفادا من موسوعة أرثاشاسترا التي ألفها كوتيليا في أثناء تأليفهما لأعمالهما الشهيرة. ويدين كاليداسا بالفضل إلى موسوعة أرثاشاسترا التي كتبها كوتيليا لكونها المصدر الذي استقى منه في عمله راغوفامسا (Raghuvamsa). وبالمثل، استغل هافابوتي الكلمات والأفكار الواردة في أرثاشاسترا في مسرحيتيه مالاتي مادهافا وماهافي راتشاريتا. ويلاحظ بالفعل وجود تشابه مثير بين الأساليب التي اتبعها ماليفانا رئيس وزراء رافانا والسياسات التي طرحها كوتيليا في موسوعة أرثاشاسترا.

## الأعمال التراثية
أطلق لاكسمانراو مانكار جروتشي (Laxmanrao Mankar Guruji) قبل رحيله على مؤسسته التعليمية اسم «مؤسسة بهافابوتي التعليمية» في عام 1950.
وأسس ياشوداباي راهيل (Yashodabai Rahile) جمعية «بهافابوتي ماندال» في 1996. ونشر أو سي باتيل (O.C. Patel) كتابًا بعنوان «نظرة على هافابوتي الآن من خلال أشعاره» (Bhavbhuti, now in his songs)، وقام أيضًا بطباعة بعض الأقراص المدمجة السمعية وشرائط الكاسيت للاحتفاظ بذكرى هذه الأعمال للأبد. وتبث قناة التليفزيون المحلية سياهيداري والقناة الإلكترونية المراثية بعض البرامج الوثائقية عن حياة هذا الشاعر الفذ. وقد أنشأ بعض الأشخاص والمؤسسات غير الساعية للربح بعض التماثيل في المنطقة التي ينتمي إليها الشاعر.

## الأعمال
- ماهافي راتشاريتا (قصة الشجاعة المطلقة), التي تصف الحياة الأولى للإله راما
- مالاتي مادهافا وهي المسرحية التي تدور حول القصة الرومانسية بين مالاتي ومادهافا
- أوتارا راماتشاريتا (والتي تدور حول قصة حياة الإله راما), والتي تدور حول تتويج الإله راما، وهجره للإلهة سيتا، وعودتهما لبعضهما مرة أخرى

## وصلات خارجية
- The Uttara Rama Charita of Bhavabhuti. With Sanskrit commentary by Pandit Bhatji Shastri Ghate of Nagpur and a close English translation by Vinayak Sadashiv Patvardhan. The Nyaya Sudha Press, ناغبور 1895
- Rama's later history or Uttara-Ram-Charita of Bhavabhuti. Critically edited with notes and an English transltation by Shripad Krishna Belvalkar. Harvard University Press 1915